# Okręty desantowe typu Raleigh
Okręty desantowe typu Raleigh – typ trzech amerykańskich okrętów desantowych-doków (LPD, ang. Landing Platform Dock) zbudowanych dla United States Navy w latach 60. XX wieku. Były to pierwsze okręty tej klasy służące w amerykańskiej marynarce wojennej.
Jeden z okrętów (USS "La Salle") został w 1972 roku przekształcony w okręt dowodzenia, natomiast pozostałe dwie jednostki pozostawały w służbie do początku lat 90.
Okręty typu Raleigh mogły transportować do 930 żołnierzy marines, a na ich wyposażeniu znajdowały się dwa poduszkowce LCAC. Dodatkowo na pokładzie okrętów znajdowało się lądowisko dla śmigłowca.

## Okręty
| Nazwa       | Numer       | Stocznia                | Lata służby | Źródła |
| ----------- | ----------- | ----------------------- | ----------- | ------ |
| „Raleigh”   | LPD-1       | New York Naval Shipyard | 1962–1991   | [ 1 ]  |
| „Vancouver” | LPD-2       | New York Naval Shipyard | 1963–1992   | [ 2 ]  |
| "La Salle"  | LPD-3/AGF-3 | New York Naval Shipyard | 1964–2005   | [ 3 ]  |